# Casper Elgaard

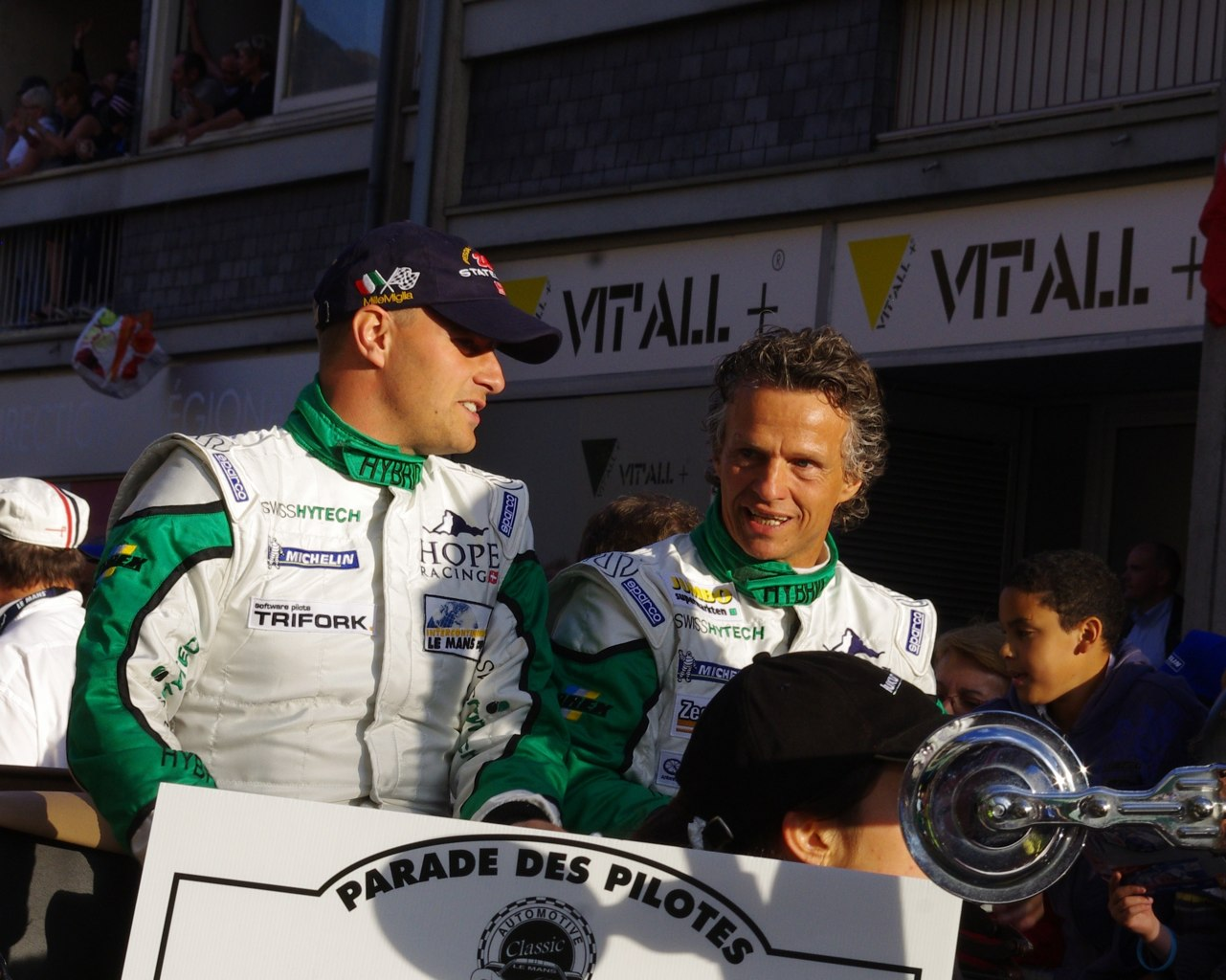
Casper Elgaard (links) mit Jan Lammers 2011 in Le Mans

Casper Hornbæk Elgaard (* 5. April 1978 in Aarhus) ist ein ehemaliger dänischer Autorennfahrer.

## Karriere im Motorsport
Casper Elgaard begann seine Karriere im Kartsport und feierte dabei schon als 14-Jähriger erste Erfolge in einer dänischen Nachwuchs-Meisterschaft. Nach dem Umstieg in den Monopostosport fuhr Elgaard erst in der Formel Ford. 1998 wurde er hinter Jesper Carlsen Gesamtzweiter in der dänischen Meisterschaft und Gesamtsiebter in der Deutschen (Meister Walter Lechner junior). 
Aus der Formel Ford stieg er 2000 in den Touren- und Sportwagensport um. Er wurde zu regelmäßigen Starter in der Dänischen Tourenwagen-Meisterschaft, die er nach einem zweiten Endrang 2003 (hinter Jan Magnussen) viermal – 2004, 2005, 2006 und 2010 – viermal als Gesamtsieger beenden konnte. Bis zum Ende der Rennsaison 2015 bestritt er 27 internationale Sportwagenrennen. Dabei feierte er einen Gesamt- und drei Klassensieg. Der Gesamtsieg gelang ihm gemeinsam mit seinen Landsmann John Nielsen und Hayanari Shimoda beim 1000-km-Rennen von Spa-Francorchamps 2005. Einsatzfahrzeug war ein Zytek 04S. Zwischen 2001 und 2011 bestritt er achtmal das 24-Stunden-Rennen von Le Mans; beste Platzierung im Schlussklassement war der siebte Rang 2007 mit Fabrizio Gollin und Christophe Bouchut im Larbre Compétition-Aston Martin DBR9. 2009 gewann er gemeinsam mit Emmanuel Collard und Kristian Poulsen auf einem Porsche RS Spyder die LMP2-Klasse und wurde Zehnter in der Gesamtwertung.
In den 2010er-Jahren kehrte er in den dänischen Tourenwagensport zurück und gewann 2014 und 2015 auf einem Ford Mustang die dänische Thundersport-Meisterschaft.

## Statistik

### Le-Mans-Ergebnisse
| Jahr | Team                       | Fahrzeug              | Teamkollege      | Teamkollege        | Platzierung             | Ausfallgrund |
| ---- | -------------------------- | --------------------- | ---------------- | ------------------ | ----------------------- | ------------ |
| 2001 | Team Den Bla Avis          | Dome S101             | John Nielsen     | Hiroki Katō        | Ausfall                 | Motorschaden |
| 2003 | RN Motorsports Ltd         | DBA4 03S              | John Nielsen     | Hayanari Shimoda   | Rang 22                 |              |
| 2004 | Lister Racing              | Lister Storm LMP      | John Nielsen     | Jens Møller        | Rang 24                 |              |
| 2006 | Zytek Engineering          | Zytek 06S             | John Nielsen     | Philip Andersen    | nicht klassiert         |              |
| 2007 | Aston Martin Racing Larbre | Aston Martin DBR9     | Fabrizio Gollin  | Christophe Bouchut | Rang 7                  |              |
| 2008 | Team Essex                 | Porsche RS Spyder Evo | John Nielsen     | Sascha Maassen     | Rang 12                 |              |
| 2009 | Team Essex                 | Porsche RS Spyder     | Emmanuel Collard | Kristian Poulsen   | Rang 10 und Klassensieg |              |
| 2011 | Hope Racing                | ORECA 01              | Steve Zacchia    | Jan Lammers        | Ausfall                 | Motorschaden |